# Заводне (Коростенський район)
Заво́дне — село в Україні, у Народицькій селищній територіальній громаді Коростенського району Житомирської області. Населення становить 0 осіб (2001).

## Історія
Вперше фіксується на топокарті 1939 року.
Внаслідок Чорнобильської катастрофи 1986 року село увійшло до зони безумовного (обов'язкового) відселення.
До 6 серпня 2015 року село входило до складу Межиліської сільської ради Народицького району Житомирської області.